# William Gilbert Chaloner
William Gilbert Chaloner (genannt: Bill Chaloner; * 22. November 1928 in Chelsea (London); † 13. Oktober 2016) war ein britischer Paläobotaniker. Sein offizielles botanisches Autorenkürzel lautet „Chaloner“.
Chaloner studierte ab 1947 Botanik, Geologie und Chemie an der University of Reading mit dem Bachelorabschluss 1950 und der Promotion 1953 bei Tom Harris über in situ Sporen in Fossilien von Bärlapppflanzen des Karbon. Als Post-Doktorand war er ein Jahr an der University of Michigan bei Chester Arnold und ging nach zwei Jahren Militärdienst als Artillerie-Leutnant 1956 an die Fakultät für Botanik der University College London. 1958 wurde er dort Lecturer und 1963 Reader in Paläobotanik. 1972 wurde er Professor für Botanik am Birkbeck College der Universität London und 1979 Hildred Carlyle Professor für Botanik am Bedford College der Universität London, das 1985 mit dem Royal Holloway fusionierte. Er leitete dort die School of Life Science. 1987 bis 1991 war er im Senat der Universität London. Er war unter anderem Gastprofessor in Nigeria (Nsukka, 1965/66), an der Pennsylvania State University (1961) und an der University of Massachusetts (1981, 1988 bis 1991).
Er war einer der führenden Paläobotaniker in Großbritannien, wo er früh Elektronenmikroskopie für das Studium von Pflanzenfossilien einsetzte und Hinweise auf die Zusammensetzung der Atmosphäre und die Klimabedingungen vergangener Epochen aus Pflanzenfossilien fand (er studierte unter anderem fossile Baumringe). Er war Experte insbesondere für Bärlapp-Fossilien und studierte besonders die Paläoökologie fossiler Sporen.
2005 erhielt er die Lapworth Medal der Palaeontological Association, deren Ehrenmitglied er war und deren Präsident er 1976 bis 1978 war. Er war Fellow der Royal Society (1976). Er erhielt 1991 die Linnean Medal der Linnean Society of London, deren Präsident er 1985 bis 1988 war. Er war auswärtiges Mitglied der Académie des sciences, der Botanical Society of America und der belgischen geologischen Gesellschaft. 1984 erhielt er die Medaille der American Association of Stratigraphic Palynologists. 1985/86 war er Vizepräsident der Geological Society of London. 1981 bis 1987 war er Präsident der International Organization of Palaeobotany. Von 1983 bis zu seinem Tod war er im Verwaltungsrat des Königlichen Botanischen Gartens in Kew.
Mehrere fossile Pflanzen sind nach ihm benannt, unter anderem Chaloneriaceae, eine Bärlapp Familie des Karbon.
Chaloner war verheiratet. Er hatte zwei Töchter und einen Sohn.